# Commissario europeo per il mercato interno e i servizi
Il commissario europeo per il mercato interno ed i servizi è un membro della Commissione europea. L'incarico è attualmente ricoperto dal francese Stéphane Séjourné.

## Competenze
Il commissario ha il compito di dirigere lo sviluppo del Mercato unico europeo, promuovendo il libero movimento di persone, beni, servizi e capitali. Quindi è chiaramente un incarico di primaria importanza ed è divenuto ancora più complesso per lo sviluppo del mercato unico dei servizi; perciò un ampio settore di lavoro è ora il controllo dei servizi finanziari, un argomento politicamente sensibile per alcuni stati membri.
Al Commissario per il mercato interno e i servizi fa capo la Direzione generale per il mercato interno e i servizi, attualmente diretta dal britannico Jonathan Faull. Il commissario dirige anche l'Ufficio per l'armonizzazione nel mercato interno.

## Il commissario attuale
L'incarico è ricoperto dal francese Stéphane Séjourné dal 1° dicembre 2024.

## Lista dei commissari
|    | Nome                      | Paese          | Periodo        | Commissione                                        | Incarico |
| -- | ------------------------- | -------------- | -------------- | -------------------------------------------------- | --- |
| 1  | Piero Malvestiti          | Italia         | 1958–1959      | Commissione Hallstein I                            | Mercato interno                                                                                                 |
| 2  | Giuseppe Caron            | Italia         | 1959–1963      | Commissione Hallstein I e Commissione Hallstein II | Mercato interno                                                                                                 |
| 3  | Guido Colonna di Paliano  | Italia         | 1964–1967      | Commissione Hallstein II                           | Mercato interno                                                                                                 |
| 4  | Hans von der Groeben      | Germania Ovest | 1967–1970      | Commissione Rey                                    | Mercato interno e Politiche regionali                                                                           |
| 5  | Wilhelm Haferkamp         | Germania Ovest | 1970–1973      | Commissione Malfatti e Commissione Mansholt        | Servizi, Mercato interno ed Energia                                                                             |
| 6  | Finn Olav Gundelach       | Danimarca      | 1973–1977      | Commissione Ortoli                                 | Mercato interno, Fiscalità ed Unione doganale                                                                   |
| 7  | Étienne Davignon          | Belgio         | 1977–1981      | Commissione Jenkins                                | Mercato interno, Fiscalità, Unione doganale ed Imprese                                                          |
| 8  | Karl-Heinz Narjes         | Germania Ovest | 1981–1985      | Commissione Thorn                                  | Mercato Interno, Innovazione Industriale, Unione Doganale, Ambiente, Tutela dei Consumatori, Sicurezza Nucleare |
| 9  | Arthur Cockfield          | Regno Unito    | 1985–1989      | Commissione Delors I                               | Mercato interno, Diritto tributario e Dogane                                                                    |
| 10 | Martin Bangemann          | Germania       | 1989–1993      | Commissione Delors II                              | Mercato Interno, Affari Industriali e Relazioni con il Parlamento                                               |
| 11 | Raniero Vanni d'Archirafi | Italia         | 1993–1995      | Commissione Delors III                             | Questioni Istituzionali, Imprese e Mercato Interno                                                              |
| 12 | Mario Monti               | Italia         | 1995–1999      | Commissione Santer e Commissione Marín             | Mercato interno                                                                                                 |
| 13 | Frits Bolkestein          | Paesi Bassi    | 1999–2004      | Commissione Prodi                                  | Mercato interno, Fiscalità ed Unione doganale                                                                   |
| 14 | Charlie McCreevy          | Irlanda        | 2004–2010      | Commissione Barroso I                              | Mercato interno e Servizi                                                                                       |
| 15 | Michel Barnier            | Francia        | 2010-2014      | Commissione Barroso II                             | Mercato interno e Servizi                                                                                       |
| 16 | Elżbieta Bieńkowska       | Polonia        | 2014-2019      | Commissione Juncker                                | Mercato interno, Industria, Imprenditoria e PMI                                                                 |
| 17 | Thierry Breton            | Francia        | 2019-2024      | Commissione von der Leyen I                        | Mercato interno                                                                                                 |
| 18 | Stéphane Séjourné         | Francia        | 2024-in carica | Commissione von der Leyen II                       | Prosperità e strategia industriale                                                                              |